# 아리얀 A. 존슨
아리얀 A. 존슨(Ariyan A. Johnson, 1971년 4월 30일 ~ )은 미국의 배우, 영화배우, 텔레비전 배우이다.
브루클린에서 태어났다.

## 영화
- 장군의 딸 (1999년) - 로빈 역
- 불워스 (1998년)
- 저스트 어나더 걸 온 더 I.R.T. (1992년)